# 萨吉·穆基

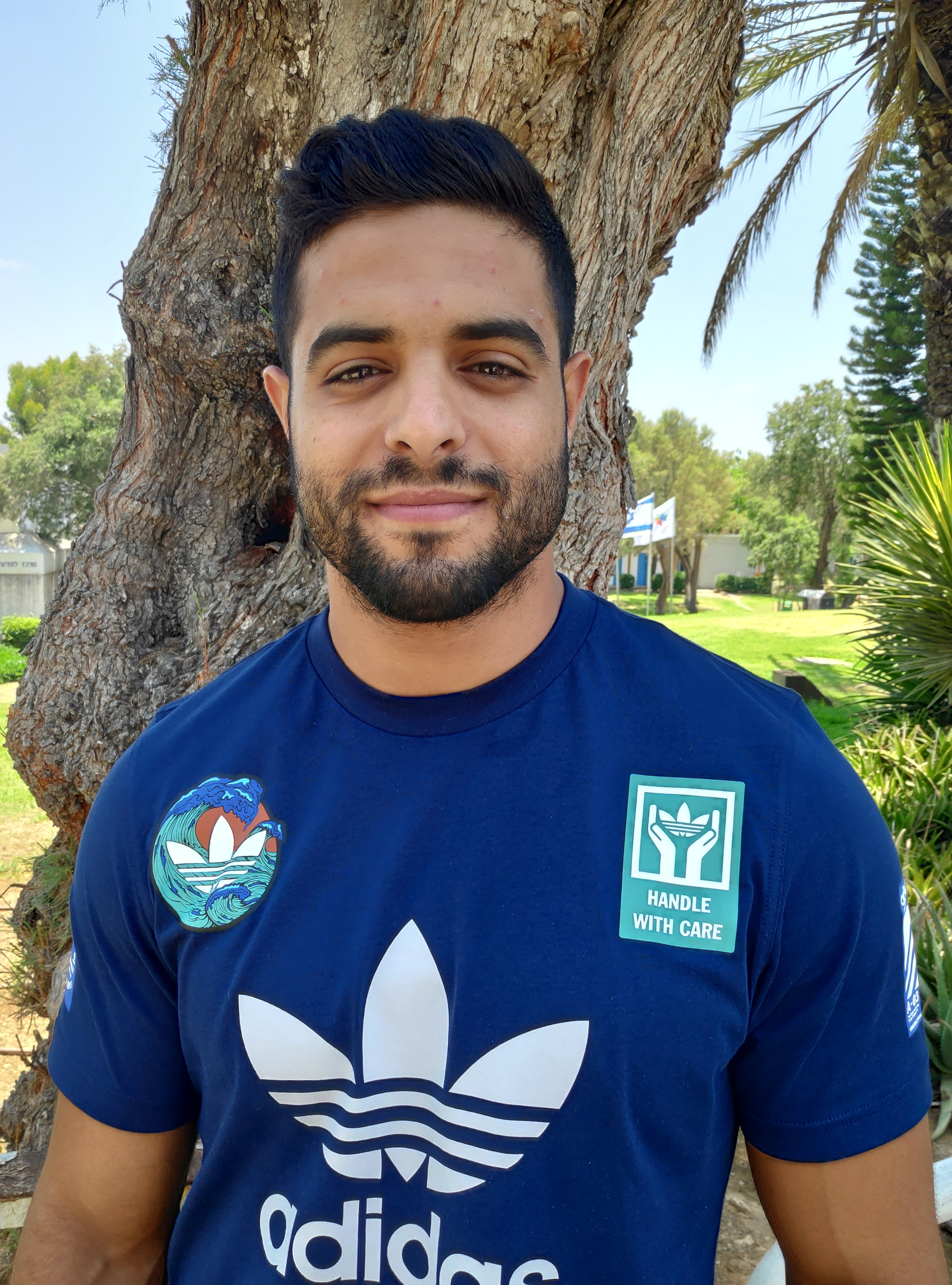
2019年6月的萨吉·穆基

萨吉·穆基（希伯來語：‎，1992年5月17日—），以色列男子柔道运动员，2019年世界柔道锦标赛男子81公斤级金牌得主、2020年夏季奥林匹克运动会混合团体铜牌得主、2022年世界柔道锦标赛混合团体铜牌得主。